# Grace Kelly
Pour les articles homonymes, voir Grace Kelly (homonymie) et Kelly.
Titre
Princesse consort de Monaco
18 avril 1956 – 14 septembre 1982
(26 ans, 4 mois et 27 jours)
Signature
Grace Kelly, née le 12 novembre 1929 à Philadelphie et morte le 14 septembre 1982 à Monaco, est une actrice américaine, devenue princesse consort de Monaco par son mariage avec le prince Rainier III en 1956. Fille du triple champion olympique d'aviron et grand entrepreneur américain de la construction John Brendan "Jack" Kelly Sr., elle est la mère du prince Albert II de Monaco.
Elle débute dans des pièces de théâtre puis, en 1950, en apparaissant dans plusieurs séries télévisées et films, avant de rencontrer le succès avec Mogambo de John Ford.
Le crime était presque parfait d'Alfred Hitchcock lance sa carrière. Le « maître du suspense » la dirige à deux autres reprises, dans Fenêtre sur cour et La Main au collet. Elle remporte l'Oscar de la meilleure actrice pour Une fille de la province en 1955.
En 1956, à 27 ans, elle met fin à sa carrière d’actrice pour épouser le prince Rainier III avec qui elle aura trois enfants : Caroline, Albert et Stéphanie. En tant que consort du prince souverain de Monaco, son titre officiel est « Son Altesse Sérénissime la princesse de Monaco », mais elle est appelée plus communément « princesse Grace » ou « Grace de Monaco ».
En tant que princesse de Monaco, elle a un engagement important pour des causes humanitaires. Elle meurt le 14 septembre 1982 des suites d'un accident de voiture survenu la veille sur une route entre La Turbie et Monaco.

## Biographie

### Sa famille
Grace Patricia Kelly [ɡʁɑs patʁisja keli] (en anglais : [ɡɹeɪs pəˈtɹɪʃə ˈkɛli]) est née dans une famille bourgeoise américaine de la communauté irlandaise et catholique de Philadelphie, en Pennsylvanie. Son père, John B. Kelly Sr., surnommé « Jack », qui était champion olympique d'aviron (trois fois médailles d'or : deux en 1920 à Anvers et une en 1924 à Paris), fit fortune comme entrepreneur dans le secteur de la construction et fut directeur des finances publiques de l'État de Pennsylvanie (de janvier 1936 à juin 1937). Sa mère, Margaret Katherine Majer, ancienne championne de natation et mannequin, était d'origine prussienne.
Jack Kelly avait une sœur prénommée Grace et morte en bas âge. Conformément au souhait de sa défunte mère, Mary Costello Kelly, il donne à une de ses filles le prénom de sa défunte sœur. Grace Patricia Kelly a deux sœurs, Margaret Katherine (13 juin 1925 – 23 novembre 1991), surnommée « Peggy », et Elizabeth Anne (25 juin 1933 – 24 novembre 2009), surnommée « Lizanne », et un frère, John B. Kelly Jr. (24 mai 1927 – 2 mai 1985), surnommé « Kell », champion médaillé de bronze en aviron aux Jeux olympiques d'été de 1956. Ils sont élevés « à la prussienne » dans l’austérité et le culte de l’effort.

### Carrière d'actrice

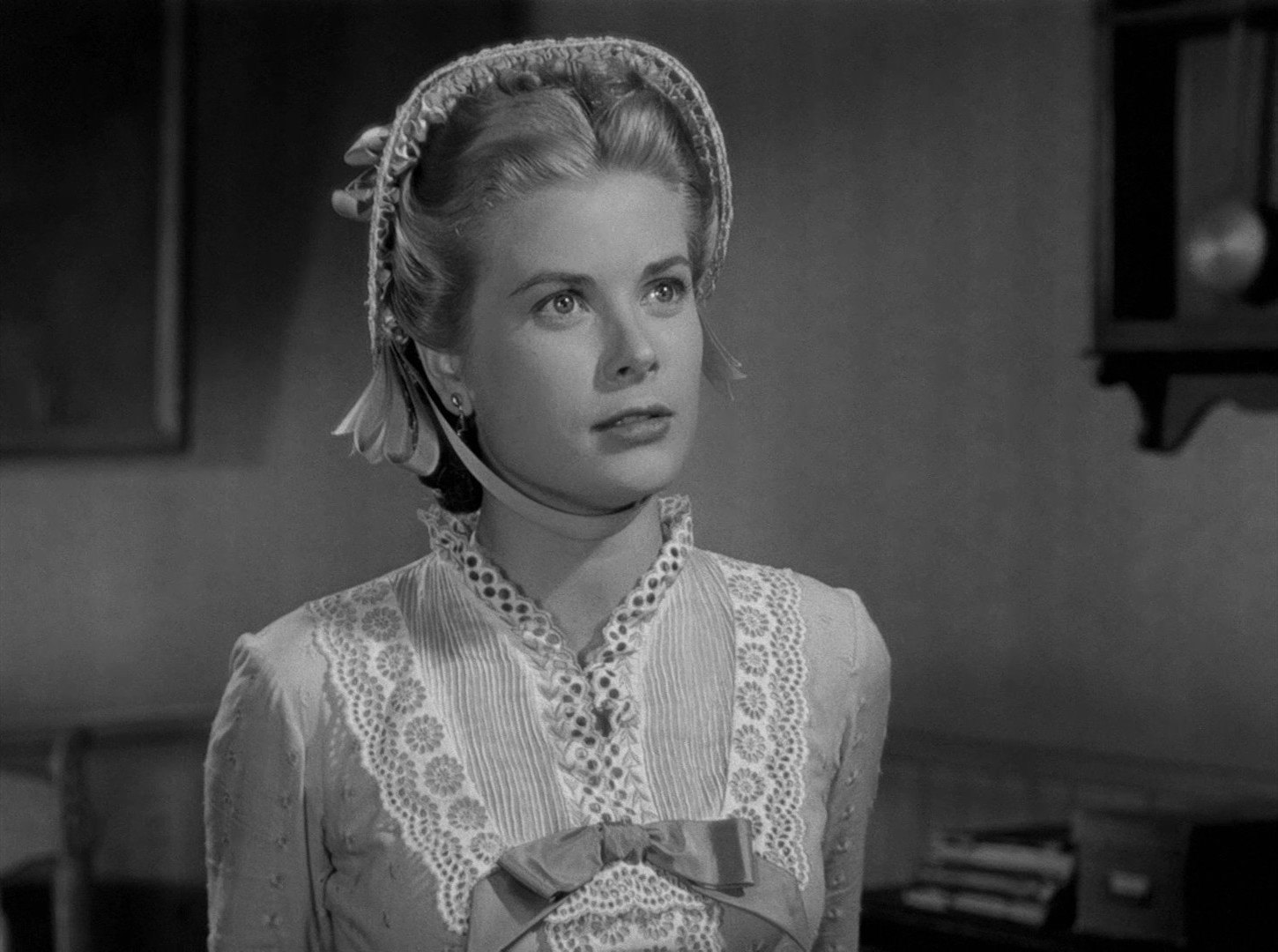
Kelly dans Le train sifflera trois fois (1952), son premier grand rôle au cinéma.

Grace Kelly est scolarisée à la Ravenhill Academy (en), couvent des Dames de l'Assomption de Philadelphie, et fait ses débuts sur scène à 12 ans dans Don't Feed the Animals puis dans The Torch-Bearers, pièce de son oncle George Kelly. En raison de mauvaises notes en mathématiques, elle est renvoyée du Bennington College en juillet 1947.
Malgré l'opposition de ses parents, elle souhaite devenir comédienne. En 1947, grâce à l'appui de George Kelly, elle passe avec succès l'audition à l'American Academy of Dramatic Arts en jouant un extrait de The Torch-Bearers. Grace Kelly devient mannequin de mode et pose pour Coca-Cola ainsi que pour Colgate afin de payer ses cours d'art dramatique à New York et sa chambre au Barbizon Hotel for Women. Elle joue dans diverses pièces de théâtre et dans sa première série télévisée, Bethel Merriday, en 1950. Elle apparaît dans son premier film, 14 Heures, en 1951, à 22 ans. La critique ne la repère pas, aussi continue-t-elle de jouer dans des pièces de théâtre et des téléfilms. Lors d'une visite sur le studio de tournage, Gary Cooper la remarque et la fait engager comme premier rôle à ses côtés l'année suivante dans le western Le train sifflera trois fois, film qui la révèle à la critique et au public.
En 1953, elle joue dans Mogambo, un drame amoureux dont l'action se déroule dans la jungle kenyane. Donnant la réplique à Clark Gable et Ava Gardner, elle est sélectionnée pour l'Oscar du meilleur second rôle féminin mais la lauréate sera finalement Donna Reed pour Tant qu'il y aura des hommes. Elle joue ensuite dans trois films d'Alfred Hitchcock : Le crime était presque parfait, Fenêtre sur cour et La Main au collet.

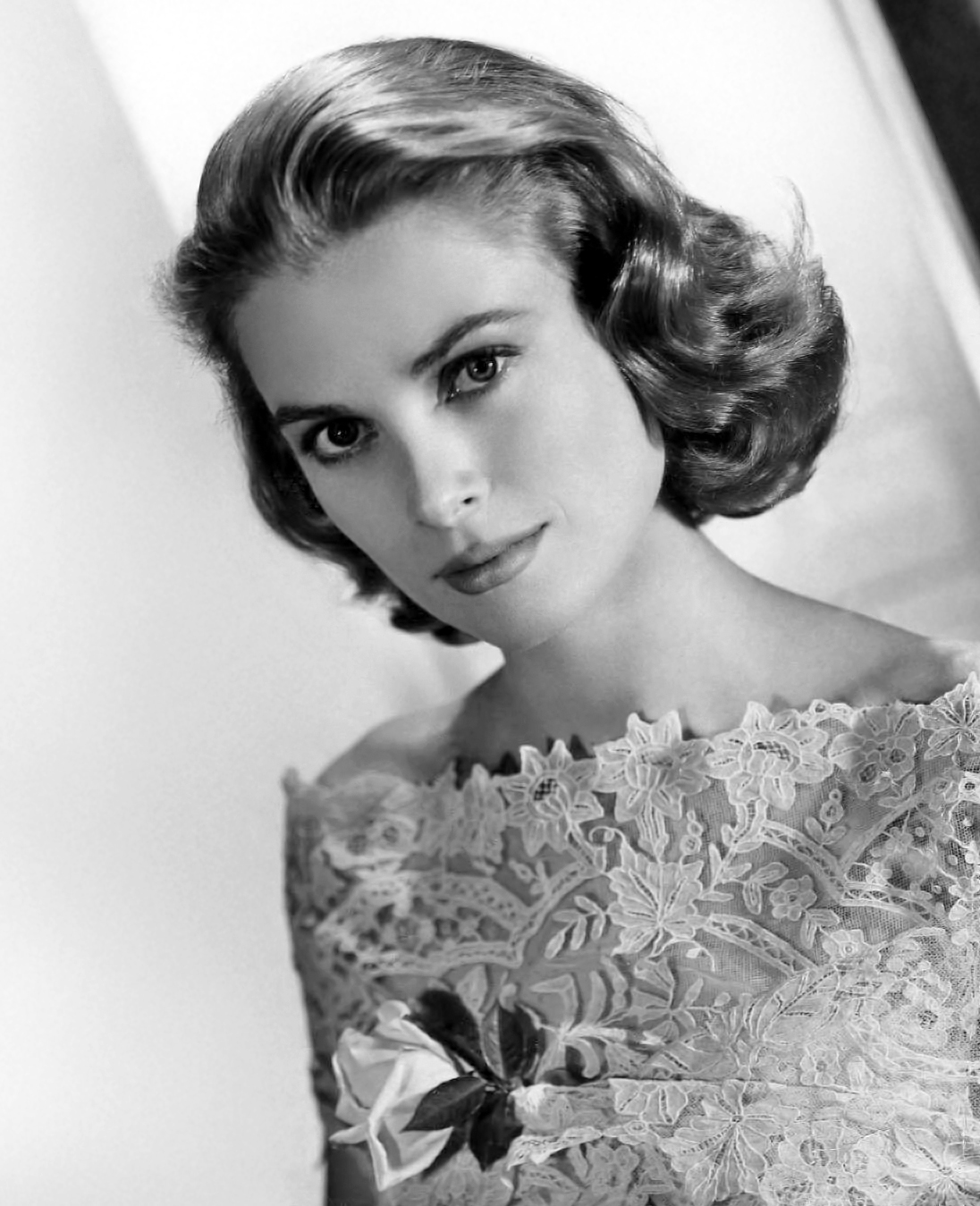
Grace Kelly en 1956.

En 1955, elle remporte l'Oscar de la meilleure actrice pour Une fille de la province. Pendant le tournage, elle a une relation amoureuse avec Bing Crosby. Elle a également une liaison avec le comte Oleg Cassini, le couturier de Jackie Kennedy qu'elle veut épouser, mais celui-ci étant plus âgé qu'elle et plusieurs fois divorcé, les parents de Grace s'opposent à cette union.
Il a souvent été dit que les succès rencontrés par Grace, lorsqu'elle était dirigée par Hitchcock, reposaient sur la faculté du « maître du suspense » à opposer la froideur apparente de Grace et sa sensualité exacerbée : la scène du premier baiser dans La Main au collet représenterait le sommet de cet art.

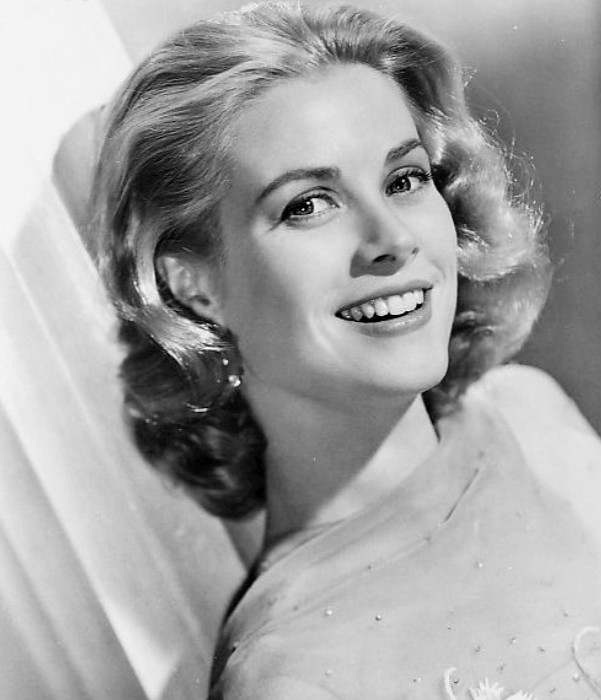
Grace Kelly en 1956.

### Princesse de Monaco
Souhaitant une souveraineté totale pour sa principauté vis-à-vis de la France et faire du Rocher la halte incontournable de la jet set et des milliardaires sur la côte d'Azur, le prince Rainier se rapproche des États-Unis, première puissance économique mondiale. Le milliardaire grec Aristote Onassis, alors personnage influent de la principauté, l'encourage dans ce sens : « Pour sauver Monaco et le tourisme, il n'y a qu'un mariage du prince avec Marilyn Monroe ou Grace Kelly ». Onassis envoie un émissaire auprès de Marilyn mais le prince a une préférence pour la seconde à l'éducation et à la présentation plus bourgeoise. Ava Gardner présente à Grace le rédacteur en chef du magazine Look, Rupert Allan qui, au printemps 1955, entraîne Grace au Festival de Cannes pour présenter Le crime était presque parfait. Pierre Galante, reporter à Paris Match, et son directeur, Gaston Bonheur, organisent une rencontre entre le prince Rainier et l'actrice qui a la réputation d'être une croqueuse d'hommes, pour une séance de photos au palais princier, le 6 mai 1955. Par le biais du père J. Francis Tucker, un Irlandais de Philadelphie, confesseur du prince, Rainier est invité dans la famille Kelly pour les fêtes de Noël de fin d'année. C'est durant ce séjour que Grace et Rainier s'éprennent l'un de l'autre et annoncent leurs fiançailles, le 6 janvier 1956, au cours d'un bal de charité au Waldorf-Astoria. Elle accepte de renoncer à sa carrière cinématographique après la comédie musicale Haute Société (1956), comédie chantée avec Bing Crosby et Frank Sinatra, qui deviendra l'ami de la famille Grimaldi et sera le parrain de Stéphanie de Monaco.

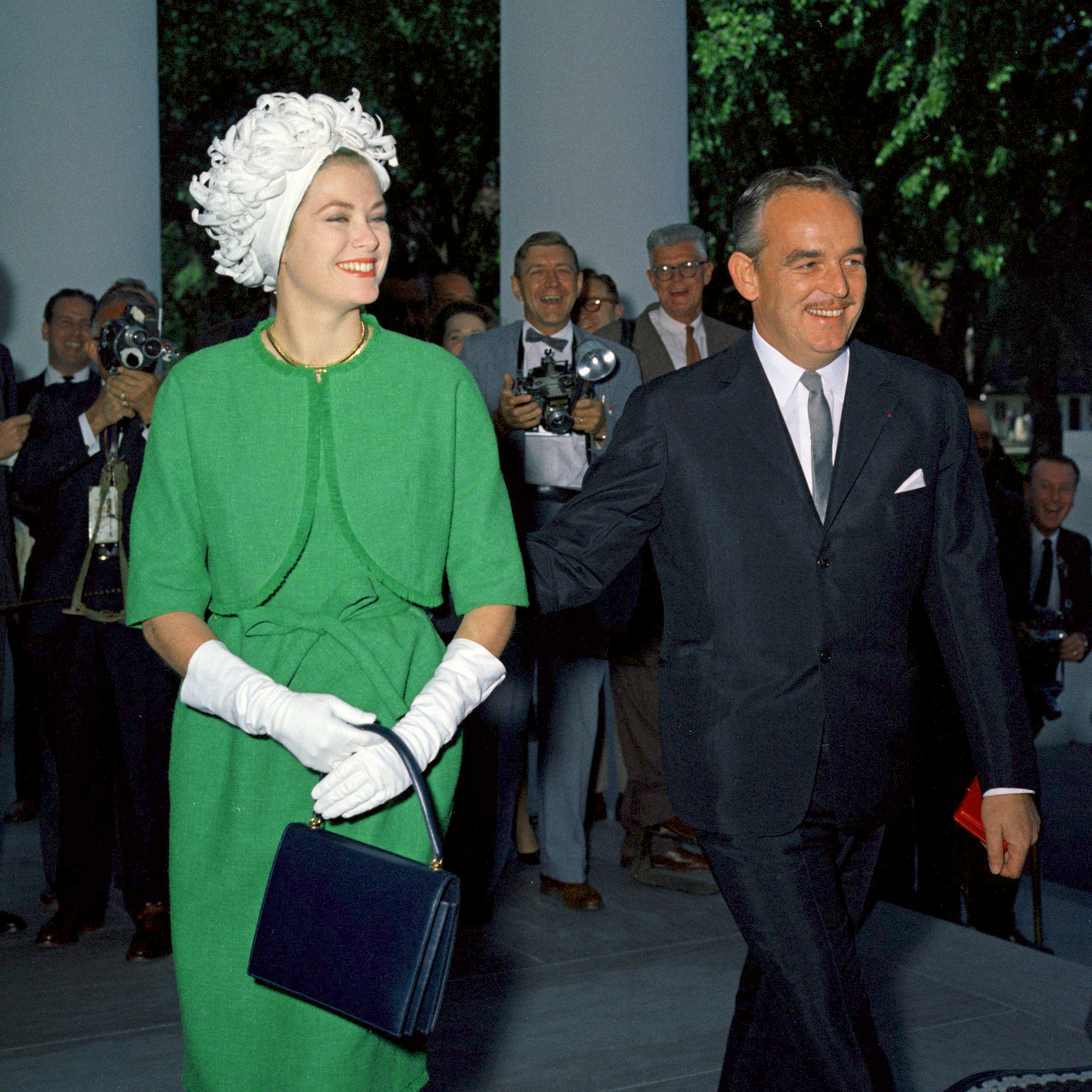
La princesse Grace et son mari à la Maison-Blanche en 1961.

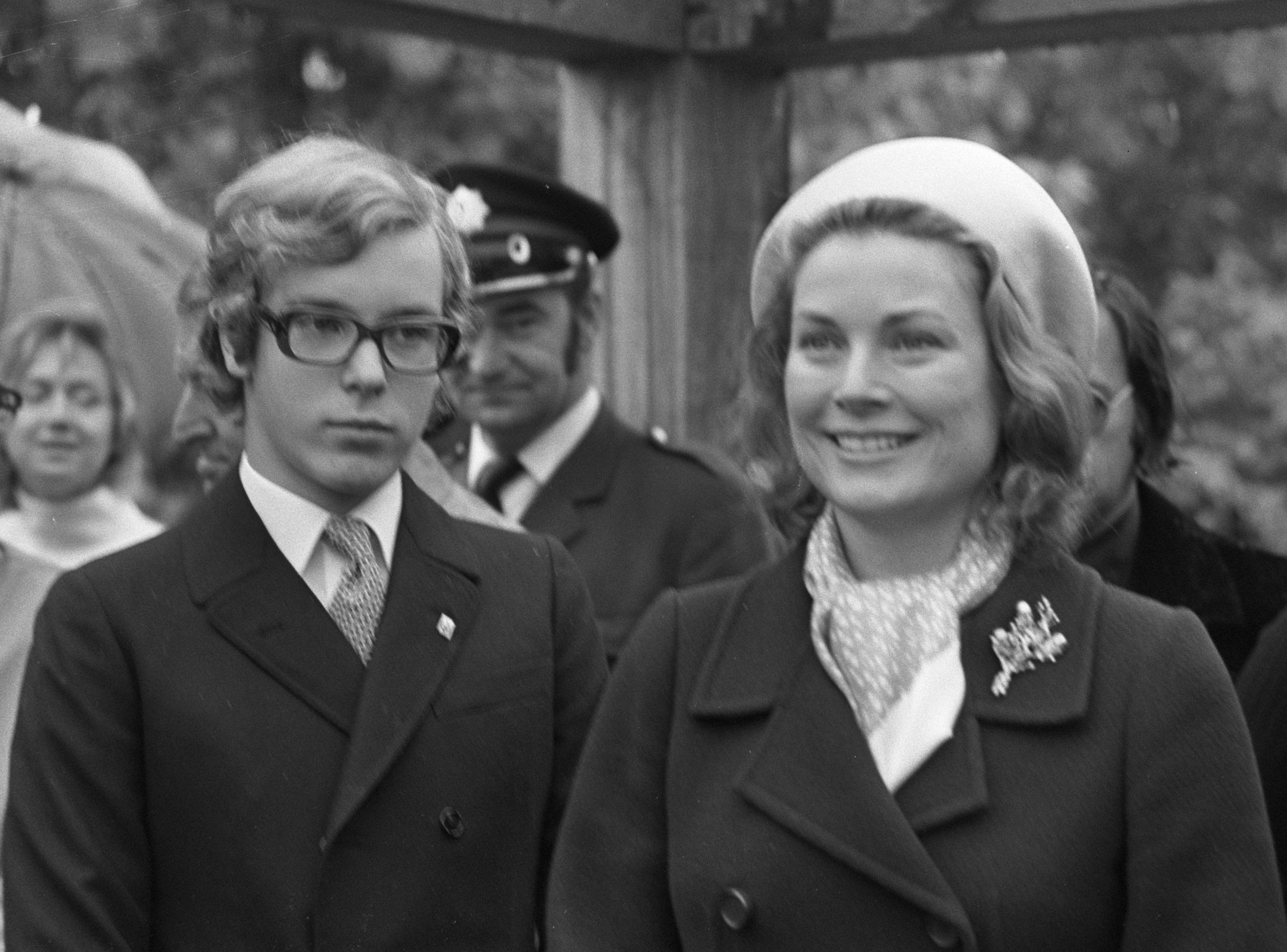
Le prince Albert et sa mère Grace Kelly en septembre 1972.

La relation entre Grace et Rainier provoque de nombreuses rumeurs. La presse à sensation raconte que Jack Kelly est abasourdi quand il entend la dot réclamée, 2 millions de dollars,,, qu'il se résout à payer. Elle prétend aussi que non seulement le prince aime les belles actrices (comme la Française Gisèle Pascal avant Grace), mais qu'il s'assure en plus de leur fertilité pour assurer un héritier à la principauté. La famille Kelly est ainsi horrifiée par l'obligation faite à Grace de se soumettre à des tests de fertilité.
À la suite de l'annonce officielle des fiançailles, la frénésie médiatique monte en puissance. Le 12 avril 1956, malgré son éternel mal de mer, Grace arrive à Monaco à bord du paquebot moderne SS Constitution (en) : le canon tire une salve d’honneur. Aristote Onassis fait pleuvoir des œillets rouges et blancs depuis son hydravion. Des promenades sur la corniche ont lieu, sous les regards des paparazzis.
Après le mariage civil célébré le 18 avril 1956 dans la salle du trône du palais, le mariage religieux se déroule en la cathédrale de Monaco le 19 avril 1956, en présence de 600 invités ; le « mariage du siècle » retransmis en direct en Eurovision dans le monde entier, est suivi par trente millions de téléspectateurs et reste notamment marquant par la robe de mariée portée par la princesse (en), l’une des plus célèbres et des plus admirées au monde, ayant été prise pour modèle pour de nombreux mariages princiers. Comme il est d'usage pour les stars de cinéma, sa robe est offerte par son studio, la Metro-Goldwyn-Mayer, qui fait appel à la costumière Helen Rose pour la créer. Elle est constituée d'une jupe de faille de soie ivoire soutenue par trois jupons, d'un corsage au col rond ras de cou en dentelle rose de Bruxelles entièrement rebrodé et agrémenté de perles de culture, les perles et dentelle couvrant également le missel, les chaussures et le voile. Le contrat entre Grace et la MGM ayant été dénoncé, la société de cinéma accepte de financer en partie le mariage (le coût des festivités s'élevant à 300 millions de francs) contre l'exclusivité pour produire le film officiel tourné à cette occasion, le documentaire en cinémascope et technicolor intitulé Le Mariage de Monaco réalisé par les cinéastes Jean Masson et son assistant Jacques Demy. Par ce mariage, Grace Kelly reçoit quatre fois le titre de duchesse, quatre fois celui de marquise, sept fois celui de comtesse et neuf fois celui de baronne.
La princesse apprend le français en trois mois, ainsi que le protocole et l'histoire de la Principauté afin de remplir son devoir d'épouse de chef d'État.
Ses costumiers fétiches d'Hollywood, Oleg Cassini, Edith Head et Helen Rose, lui ont dessiné un look original, le « style Grace Kelly » qui perdure aujourd'hui : mode New Look à l’allure très bourgeoise selon la simplicité américaine, au glamour naturel. Devenue princesse, elle a une prédilection pour le couturier Marc Bohan de la Maison Dior mais garde des vêtements aux lignes très simples et tons pastels, agrémenté d'articles raffinés (foulard de mousseline noué ou capeline de paille, sac Kelly, gants blancs, colliers à trois rangs de perles), y ajoutant sa propre touche (chignon banane, turbans). En 1960, cette icône de mode est considérée comme une des femmes les plus élégantes de la planète, figurant dans l'International Best Dressed Hall of Fame List destinée à promouvoir la mode américaine.
Marraine de l'AS Monaco, la princesse imagine le maillot de l'ASM en 1960, et cette même année, l'équipe remporte la Coupe de France de football, malgré les banderoles des supporters adverses proclamant : « Monaco a fini de régner » et « Pas de grâce pour Monaco ».
En 1963, elle crée l'Association mondiale des amis de l'enfance puis en 1964 la Fondation Princesse Grace de Monaco, œuvre internationale de bienfaisance. Elle est présidente de la Croix-Rouge monégasque jusqu'à sa mort. Hollywood lui propose des rôles pour retourner dans différents films mais les Monégasques et le prince Rainier refusent. Nostalgique de son art, elle s'est tournée dans la lecture de poésies, le collage de fleurs séchées et joue parfaitement son rôle de mère de famille et de première dame.
Roger Moore a témoigné de son « redoutable sens de l'humour. Son regard brillait d'une flamme particulièrement coquine ».
De son union avec Rainier, naissent trois enfants :
1. Caroline Louise Marguerite, née le 23 janvier 1957 (initialement princesse héréditaire) ;
2. Albert Alexandre Louis Pierre, prince héréditaire et marquis des Baux, né le 14 mars 1958, devenu prince régnant de Monaco le 6 avril 2005, sous le nom d'Albert II ;
3. Stéphanie Marie Élisabeth, née le 1er février 1965.

### Mort accidentelle

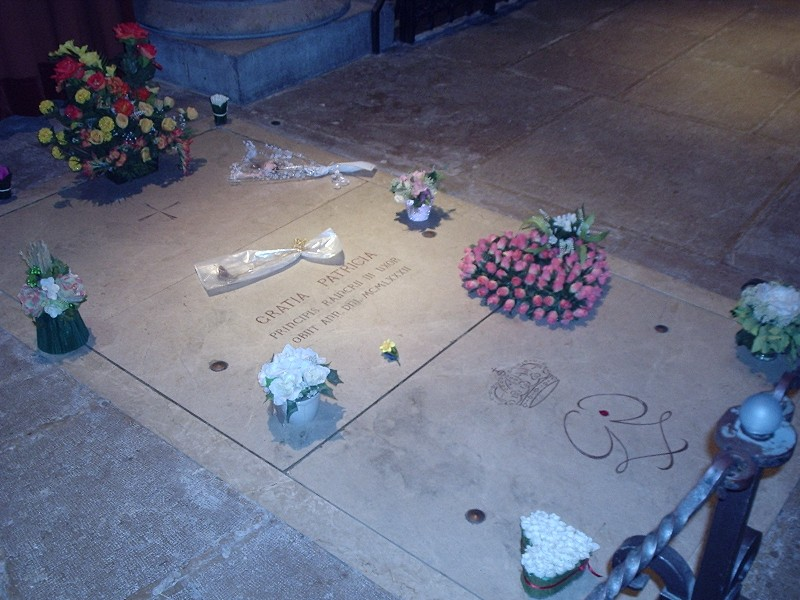
Tombe de Grace de Monaco.

Le 13 septembre 1982, la princesse Grace quitte la résidence de Roc Agel (propriété de la famille princière, située dans la commune de La Turbie, en France), au volant de sa Rover 3500S V8 pour conduire sa fille Stéphanie, 17 ans, à l'aéroport de Nice d'où elle doit se rendre à Paris participer à un stage artistique, où le couturier Marc Bohan doit l'intégrer à l'atelier stylisme de la maison Dior. Le trajet les fait descendre au palais de Monaco (non sur la route où Grace Kelly a jadis tourné dans le film La Main au collet comme on le dit souvent[réf. à confirmer]) avant de rejoindre l'aéroport. Le chauffeur aurait normalement dû conduire Stéphanie pour ce voyage, mais les sièges arrière sont encombrés de housses contenant des robes de haute couture. Par manque de place, la princesse prend alors elle-même le volant. Brusquement, la voiture  quitte la route du CD 37 dans un lacet à Cap d'Ail, dévale une pente à-pic et s'immobilise 35 mètres plus bas sur le parking d'une villa. Un voisin de la propriété de Roc Agel, alerté par le bruit et la fumée, intervient. Stéphanie a le visage ensanglanté (les premiers constats rapportent de simples ecchymoses, mais elle a en fait une fracture cervicale) et crie que sa mère est morte. D'après ce voisin, Grace a été projetée sur la banquette arrière, la jambe horriblement tordue et le visage absolument livide. Elle est opérée par le docteur Jean Duplay, qui constate que l'hémorragie cérébrale est importante et que son coma s'aggrave. Déclarée en état de mort cérébrale, elle meurt le lendemain au Centre hospitalier Princesse-Grace, le 14 septembre 1982. 
Stéphanie est parvenue à s'extraire seule par la portière avant-gauche, côté conducteur. Le propriétaire de la villa, Sesto Lequio, se répand dans les médias et grossit son rôle. Il négocie ses confessions « exclusives » à plusieurs journaux en répétant qu'il a lui-même extrait l'adolescente par la portière gauche, ce qui fait naître la rumeur que c'était elle qui conduisait la voiture, rumeur relayée par le quotidien Le Monde dans son édition du 17 septembre 1982. Dans son livre Grace la princesse déracinée, Bertrand Tessier a retrouvé l'ancien capitaine et commandant de la compagnie de Menton, Roger Bencze, qui a enquêté sur l'accident. Il a publié les procès-verbaux de l'enquête ainsi que la photo de la voiture accidentée. Il apparaît que la princesse Stéphanie ne pouvait sortir que par le côté conducteur : le flanc droit de la Rover était à moitié écrasé sur le sol. Par ailleurs, un témoin, le gendarme Frédéric Mouniama, a formellement identifié la princesse Grace au volant une dizaine de minutes avant l'accident. Compte tenu de la configuration de la route — la montagne d'un côté, le précipice de l'autre —, il est impossible que les deux femmes aient permuté leur position avant l'accident.
Dans ce même livre, Roger Bencze réfute l'idée que la voiture ait été soustraite aux autorités françaises : il affirme avoir lui-même demandé qu'elle soit retirée des lieux du drame. Il a pu l'examiner avec un expert assermenté dans les jours suivants. Les enquêteurs du constructeur automobile Rover qui examinèrent la voiture conclurent qu'elle n'était pas en cause. En fait, la mort de Grace Kelly a sans doute été consécutive à un accident vasculaire cérébral comme le laissent supposer les céphalées dont s'est plainte la princesse les jours précédant l'accident ainsi que la découverte d'une hémorragie méningée antérieure à celle du traumatisme crânien sur son scanner post-mortem. Le chauffeur d'un camion qui suivait la voiture racontera que la Rover avait continué sur une trajectoire toute droite, sans freiner, ce qui fut confirmé par l'absence de traces de freinage sur la route.
Ses obsèques, célébrées le 18 septembre à la cathédrale de Monaco, rassemblèrent les membres de la famille princière et celle des Kelly, mais aussi de nombreuses personnalités dont la princesse Diana, le président de l'Irlande Patrick Hillery, les épouses des présidents français et américain, Danielle Mitterrand et Nancy Reagan, et nombre de ses amis comme l'acteur Cary Grant.
La princesse Grace est enterrée le 21 septembre 1982 dans l'abside de la cathédrale de Monaco, à Monaco-Ville.
Le journaliste Bernard Langlois a été limogé de son poste de présentateur de journal télévisé pour avoir voulu relativiser, de manière ironique, cet événement par rapport à l'assassinat, survenu le même jour, du président libanais élu Bashir Gemayel.
En juillet 2007, la principauté a émis une pièce commémorative de 2 euros pour marquer le 25e anniversaire de son décès.
Bertrand Tessier a infirmé dans Grace, une princesse déracinée en 2014 que ce n'est pas elle qui était au volant ce jour-là.
À l'instar de la mort accidentelle de Diana Spencer en 1997, et à la faveur de l'essor d'Internet, sa mort a engendré de nombreuses théories du complot : survivance ou meurtre par la mafia ainsi que par le Temple solaire s'étant multipliées plus de quarante ans après sa mort,.

### Influence sur l'art

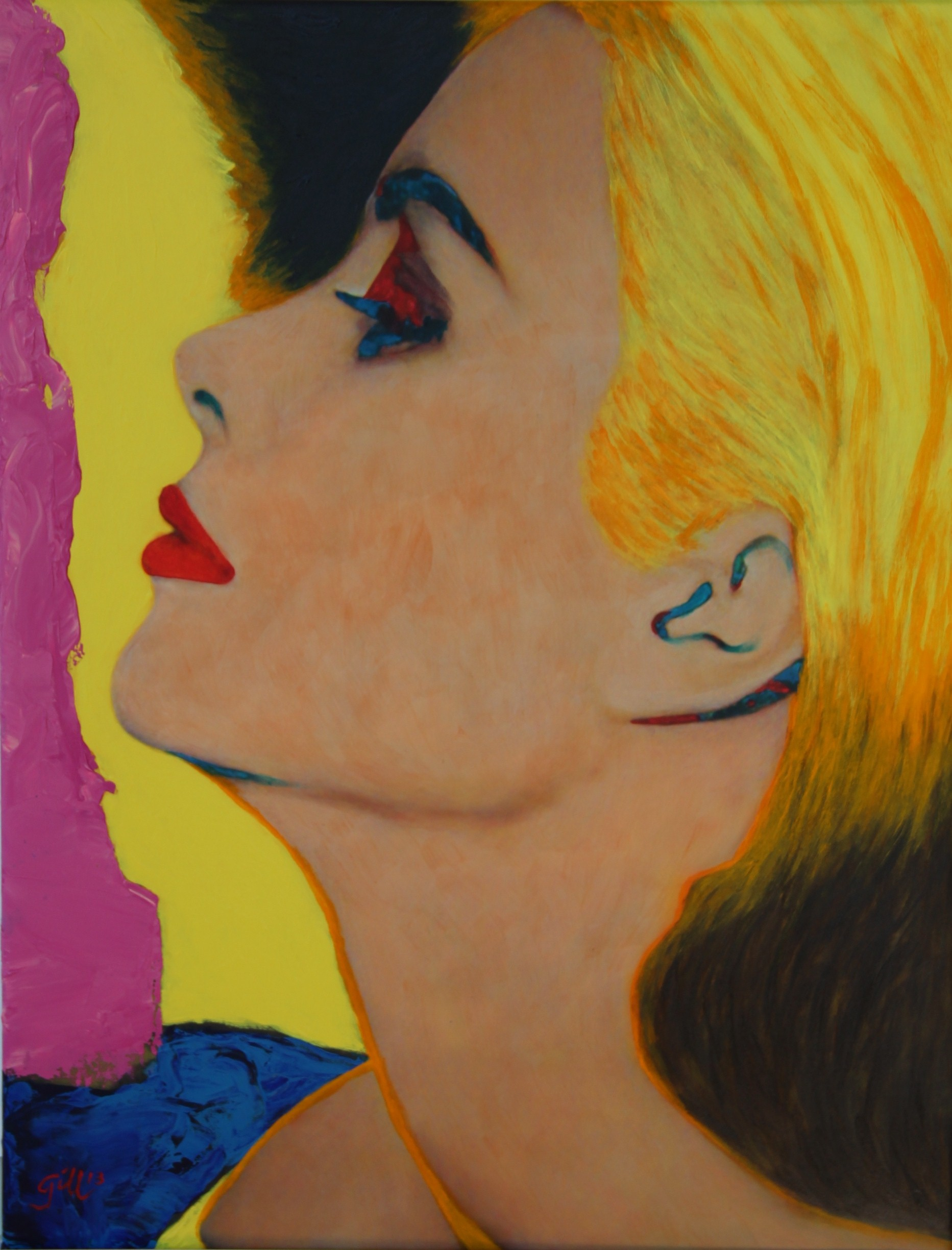
James Gill : Grace Kelly in Sun (2013).

L'artiste pop américain Andy Warhol réalisa en 1984 un portrait de Grace Kelly pour l'Institut d'Art Contemporain de Philadelphie comme une sérigraphie à tirage limité. D'autres artistes pop art  ont représenté l'actrice, dont un portrait de profil réalisé par James Gill.
Il existe, dans le palais Princier, un buste en marbre blanc de la princesse. Il est dû au ciseau de Cyril de La Patellière, sur commande du prince Rainier. Cet artiste est l'auteur également d'une médaille sculptée d'après un profil du photographe Howell Conant (en).
En hommage au 80e anniversaire de Grace Kelly, le peintre flamand Peter Engels créa un Portrait Vintage que le Prince Albert II acheta aux enchères le 9 mai 2009. De plus, le chanteur Mika a composé une chanson nommée Grace Kelly.

## Adaptation cinématographique
Le téléfilm américain Grace Kelly (en) réalisé par Anthony Page a été diffusé pour la première fois à la télévision américaine, le 21 février 1983 (quelques mois seulement après le réel décès de son héroïne). Il retrace l'ascension romancée de la jeune comédienne dans le milieu hollywoodien, jusqu'à son union avec le prince de Monaco. Les acteurs principaux sont Cheryl Ladd dans le rôle de Grace Kelly, Diane Ladd (aucun lien de parenté) et Lloyd Bridges dans ceux de ses parents, et le Britannique Ian McShane dans celui du prince Rainier de Monaco. Quelques images d'archive ont été insérées au montage, certaines pour planter le décor d'époque, d'autres pour illustrer le mariage princier. En conclusion du téléfilm, un carton pré-générique remercie la princesse de Monaco[Laquelle ?] pour sa participation à la pré-production.
Le film Grace de Monaco est une adaptation romancée de la vie de Grace Kelly, réalisé par Olivier Dahan, avec Nicole Kidman dans le rôle de Grace. Le film sort le 14 mai 2014, en France tout en étant le film d'ouverture du 67e Festival de Cannes. Le film, situé en 1962 sur fond de conflit fiscal entre Monaco et la France, évoque, de manière fictive, le conflit intérieur de Grace sur le choix entre son devoir de princesse et sa carrière d'actrice. Les auteurs considèrent que le film n'est pas un film biographique, beaucoup de libertés sont prises par rapport à l'histoire. Les Grimaldi ont boycotté le film, trop peu réaliste pour eux. Grace de Monaco a été très critiqué par la presse, et la fréquentation du film a été faible.

## Filmographie

### Cinéma

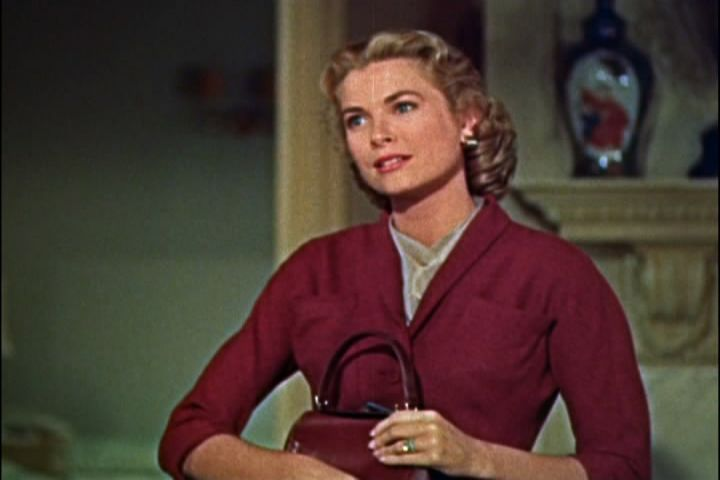
Dans Le crime était presque parfait (1954).

- 1951 : 14 Heures (Fourteen Hours) d'Henry Hathaway : Louise Ann Fuller
- 1952 : Le train sifflera trois fois (High Noon) de Fred Zinnemann : Amy Fowler Kane
- 1953 : Mogambo (Mogambo) de John Ford : Linda Nordley
- 1954 : Le crime était presque parfait (Dial M for Murder) d'Alfred Hitchcock : Margot Mary Wendice
- 1954 : Fenêtre sur cour (Rear Window) d'Alfred Hitchcock : Lisa Carol Fremont
- 1954 : Une fille de la province (The Country Girl) de George Seaton : Georgie Elgin
- 1954 : L'Émeraude tragique (Green Fire) d'Andrew Marton : Catherine Knowland
- 1954 : Les Ponts de Toko-Ri (The Bridges at Toko-Ri) de Mark Robson : Nancy Brubaker
- 1955 : La Main au collet (To Catch a Thief) d'Alfred Hitchcock : Frances Stevens
- 1956 : Le Cygne (The Swan) de Charles Vidor : Princesse Alexandra
- 1956 : Haute Société (High Society) de Charles Walters : Tracy Samantha Lord
- 1977 : The Children of Theatre Street : narration du documentaire

## Hommages
Une variété de rose, baptisée 'Princesse de Monaco', lui a été dédiée en 1981.
Une avenue porte son nom : l'avenue Princesse-Grace dans le quartier Le Larvotto, ainsi que le centre hospitalier Princesse-Grace, seul hôpital public de Monaco.

### Récompenses
| Année | Cérémonie                           | Récompense                                | Film                                                                       |
| ----- | ----------------------------------- | ----------------------------------------- | -------------------------------------------------------------------------- |
| 1954  | Golden Globes                       | Meilleure actrice dans un second rôle     | Mogambo                                                                    |
| 1954  | National Board of Review Awards     | Meilleure actrice                         | Une fille de la province, Fenêtre sur cour, Le crime était presque parfait |
| 1954  | New York Film Critics Circle Awards | Meilleure actrice                         | Une fille de la province, Fenêtre sur cour, Le crime était presque parfait |
| 1955  | Oscars                              | Meilleure actrice                         | Une fille de la province                                                   |
| 1955  | Golden Globes                       | Meilleure actrice dans un film dramatique | Une fille de la province                                                   |
| 1956  | Golden Globes                       | Henrietta Award                           |                                                                            |
| 1960  | Walk of Fame                        | Étoile d'honneur                          |                                                                            |

### Nominations
| Année | Cérémonie    | Nomination                            | Film                           |
| ----- | ------------ | ------------------------------------- | ------------------------------ |
| 1954  | Oscars       | Meilleure actrice dans un second rôle | Mogambo                        |
| 1955  | BAFTA Awards | Meilleure actrice étrangère           | Le crime était presque parfait |
| 1956  | BAFTA Awards | Meilleure actrice étrangère           | Une fille de la province       |

### Marque
Afin de rendre hommage à la princesse, une marque proposant des produits de luxe dans le monde entier a vu le jour en 2021 en soutien à la fondation américaine. Les revenus de cette marque « iront soutenir les activités caritatives » de la fondation américaine. Accompagnée par le logo « Rêverie Eternelle », la marque a été pensée comme un emblème pour faire perdurer la mémoire de la princesse disparue en 1982.

### Numismatique
La Monnaie de Paris a lancé en novembre 2022 une série de monnaies à l’occasion des 40 ans de la disparition de Grace Kelly. Cette série comporte des monnaies en or et argent. Le prince Albert II de Monaco a assorti l’autorisation de cette célébration à la réalisation d’une autre monnaie sur le prince Albert Ier de Monaco pour les 100 ans de sa disparition.

## Dans la fiction
Elle a été interprétée au cinéma par Nicole Kidman dans le film biographique franco-américain Grace de Monaco d’Olivier Dahan, sortie en 2014. Le film a fait l'ouverture du Festival de Cannes de la même année.
Elle a été interprétée à la télévision par Kimberley Tell (en) dans la première saison de la série espagnole Velvet créée par Gema R. Neira et Ramon Campos, diffusée entre 2014 et 2016 sur Antena 3.

## Voix françaises au cinéma
- Élina Labourdette dans :
  - Mogambo
  - Les Ponts de Toko-Ri
  - L'Émeraude tragique
  - Fenêtre sur cour
  - La Main au collet
  - Haute Société
  - Le Cygne

et aussi :
- Nelly Benedetti dans Le train sifflera trois fois
- Raymonde Reynard dans Une fille de la province
- Jacqueline Ferrière dans Le crime était presque parfait

## Ascendance
|  |                                        |  |  |  |  |  |  |  |  |  |  |  |  |  |  |  |
|  | 8. Brian Kelly                         |  |  |  |  |  |  |  |  |  |  |  |  |  |  |  |
|  |                                        |  |  |  |  |  |  |  |  |  |  |  |  |  |  |  |
|  |                                        |  |  |  |  |  |  |  |  |  |  |  |  |  |  |  |
|  | 4. John Henry Kelly                    |  |  |  |  |  |  |  |  |  |  |  |  |  |  |  |
|  |                                        |  |  |  |  |  |  |  |  |  |  |  |  |  |  |  |
|  |                                        |  |  |  |  |  |  |  |  |  |  |  |  |  |  |  |
|  | 18. Michael McLaughlin                 |  |  |  |  |  |  |  |  |  |  |  |  |  |  |  |
|  |                                        |  |  |  |  |  |  |  |  |  |  |  |  |  |  |  |
|  |                                        |  |  |  |  |  |  |  |  |  |  |  |  |  |  |  |
|  | 9. Honora Margaret McLaughlin          |  |  |  |  |  |  |  |  |  |  |  |  |  |  |  |
|  |                                        |  |  |  |  |  |  |  |  |  |  |  |  |  |  |  |
|  |                                        |  |  |  |  |  |  |  |  |  |  |  |  |  |  |  |
|  | 19. Mary Burke                         |  |  |  |  |  |  |  |  |  |  |  |  |  |  |  |
|  |                                        |  |  |  |  |  |  |  |  |  |  |  |  |  |  |  |
|  |                                        |  |  |  |  |  |  |  |  |  |  |  |  |  |  |  |
|  | 2. John Brendan "Jack" Kelly Sr.       |  |  |  |  |  |  |  |  |  |  |  |  |  |  |  |
|  |                                        |  |  |  |  |  |  |  |  |  |  |  |  |  |  |  |
|  |                                        |  |  |  |  |  |  |  |  |  |  |  |  |  |  |  |
|  | 20. John Costello                      |  |  |  |  |  |  |  |  |  |  |  |  |  |  |  |
|  |                                        |  |  |  |  |  |  |  |  |  |  |  |  |  |  |  |
|  |                                        |  |  |  |  |  |  |  |  |  |  |  |  |  |  |  |
|  | 10. Walter Costello                    |  |  |  |  |  |  |  |  |  |  |  |  |  |  |  |
|  |                                        |  |  |  |  |  |  |  |  |  |  |  |  |  |  |  |
|  |                                        |  |  |  |  |  |  |  |  |  |  |  |  |  |  |  |
|  | 21. Bridget McLaughlin                 |  |  |  |  |  |  |  |  |  |  |  |  |  |  |  |
|  |                                        |  |  |  |  |  |  |  |  |  |  |  |  |  |  |  |
|  |                                        |  |  |  |  |  |  |  |  |  |  |  |  |  |  |  |
|  | 5. Mary Anne Costello                  |  |  |  |  |  |  |  |  |  |  |  |  |  |  |  |
|  |                                        |  |  |  |  |  |  |  |  |  |  |  |  |  |  |  |
|  |                                        |  |  |  |  |  |  |  |  |  |  |  |  |  |  |  |
|  | 22. David Burke                        |  |  |  |  |  |  |  |  |  |  |  |  |  |  |  |
|  |                                        |  |  |  |  |  |  |  |  |  |  |  |  |  |  |  |
|  |                                        |  |  |  |  |  |  |  |  |  |  |  |  |  |  |  |
|  | 11. Anne Burke                         |  |  |  |  |  |  |  |  |  |  |  |  |  |  |  |
|  |                                        |  |  |  |  |  |  |  |  |  |  |  |  |  |  |  |
|  |                                        |  |  |  |  |  |  |  |  |  |  |  |  |  |  |  |
|  | 23. Mary Rollins                       |  |  |  |  |  |  |  |  |  |  |  |  |  |  |  |
|  |                                        |  |  |  |  |  |  |  |  |  |  |  |  |  |  |  |
|  |                                        |  |  |  |  |  |  |  |  |  |  |  |  |  |  |  |
|  | 1. Grace Patricia, Princesse de Monaco |  |  |  |  |  |  |  |  |  |  |  |  |  |  |  |
|  |                                        |  |  |  |  |  |  |  |  |  |  |  |  |  |  |  |
|  |                                        |  |  |  |  |  |  |  |  |  |  |  |  |  |  |  |
|  | 24. Gustav Majer                       |  |  |  |  |  |  |  |  |  |  |  |  |  |  |  |
|  |                                        |  |  |  |  |  |  |  |  |  |  |  |  |  |  |  |
|  |                                        |  |  |  |  |  |  |  |  |  |  |  |  |  |  |  |
|  | 12. Johann Karl Majer                  |  |  |  |  |  |  |  |  |  |  |  |  |  |  |  |
|  |                                        |  |  |  |  |  |  |  |  |  |  |  |  |  |  |  |
|  |                                        |  |  |  |  |  |  |  |  |  |  |  |  |  |  |  |
|  | 25. Elfriede Dede                      |  |  |  |  |  |  |  |  |  |  |  |  |  |  |  |
|  |                                        |  |  |  |  |  |  |  |  |  |  |  |  |  |  |  |
|  |                                        |  |  |  |  |  |  |  |  |  |  |  |  |  |  |  |
|  | 6. Carl Majer                          |  |  |  |  |  |  |  |  |  |  |  |  |  |  |  |
|  |                                        |  |  |  |  |  |  |  |  |  |  |  |  |  |  |  |
|  |                                        |  |  |  |  |  |  |  |  |  |  |  |  |  |  |  |
|  | 26. Friedrich Wilhelm Adam             |  |  |  |  |  |  |  |  |  |  |  |  |  |  |  |
|  |                                        |  |  |  |  |  |  |  |  |  |  |  |  |  |  |  |
|  |                                        |  |  |  |  |  |  |  |  |  |  |  |  |  |  |  |
|  | 13. Luise Wilhelmine Adam              |  |  |  |  |  |  |  |  |  |  |  |  |  |  |  |
|  |                                        |  |  |  |  |  |  |  |  |  |  |  |  |  |  |  |
|  |                                        |  |  |  |  |  |  |  |  |  |  |  |  |  |  |  |
|  | 27. Juliane Wilhelmine Feucht          |  |  |  |  |  |  |  |  |  |  |  |  |  |  |  |
|  |                                        |  |  |  |  |  |  |  |  |  |  |  |  |  |  |  |
|  |                                        |  |  |  |  |  |  |  |  |  |  |  |  |  |  |  |
|  | 3. Margaret Katherine Majer            |  |  |  |  |  |  |  |  |  |  |  |  |  |  |  |
|  |                                        |  |  |  |  |  |  |  |  |  |  |  |  |  |  |  |
|  |                                        |  |  |  |  |  |  |  |  |  |  |  |  |  |  |  |
|  | 28. Johann Georg Berg                  |  |  |  |  |  |  |  |  |  |  |  |  |  |  |  |
|  |                                        |  |  |  |  |  |  |  |  |  |  |  |  |  |  |  |
|  |                                        |  |  |  |  |  |  |  |  |  |  |  |  |  |  |  |
|  | 14. Georg Berg                         |  |  |  |  |  |  |  |  |  |  |  |  |  |  |  |
|  |                                        |  |  |  |  |  |  |  |  |  |  |  |  |  |  |  |
|  |                                        |  |  |  |  |  |  |  |  |  |  |  |  |  |  |  |
|  | 29. Anna Elisabeth Antes               |  |  |  |  |  |  |  |  |  |  |  |  |  |  |  |
|  |                                        |  |  |  |  |  |  |  |  |  |  |  |  |  |  |  |
|  |                                        |  |  |  |  |  |  |  |  |  |  |  |  |  |  |  |
|  | 7. Margaretha Berg                     |  |  |  |  |  |  |  |  |  |  |  |  |  |  |  |
|  |                                        |  |  |  |  |  |  |  |  |  |  |  |  |  |  |  |
|  |                                        |  |  |  |  |  |  |  |  |  |  |  |  |  |  |  |
|  | 30. Nicolaus Röhrig                    |  |  |  |  |  |  |  |  |  |  |  |  |  |  |  |
|  |                                        |  |  |  |  |  |  |  |  |  |  |  |  |  |  |  |
|  |                                        |  |  |  |  |  |  |  |  |  |  |  |  |  |  |  |
|  | 15. Elisabetha Röhrig                  |  |  |  |  |  |  |  |  |  |  |  |  |  |  |  |
|  |                                        |  |  |  |  |  |  |  |  |  |  |  |  |  |  |  |
|  |                                        |  |  |  |  |  |  |  |  |  |  |  |  |  |  |  |
|  | 31. Margaretha Rothermel               |  |  |  |  |  |  |  |  |  |  |  |  |  |  |  |
|  |                                        |  |  |  |  |  |  |  |  |  |  |  |  |  |  |  |
|  |                                        |  |  |  |  |  |  |  |  |  |  |  |  |  |  |  |